# Ersig
Ersig – wieś w Rumunii, w okręgu Caraș-Severin, w gminie Vermeș. W 2011 roku liczyła 301 mieszkańców. 